# Meraner Advent

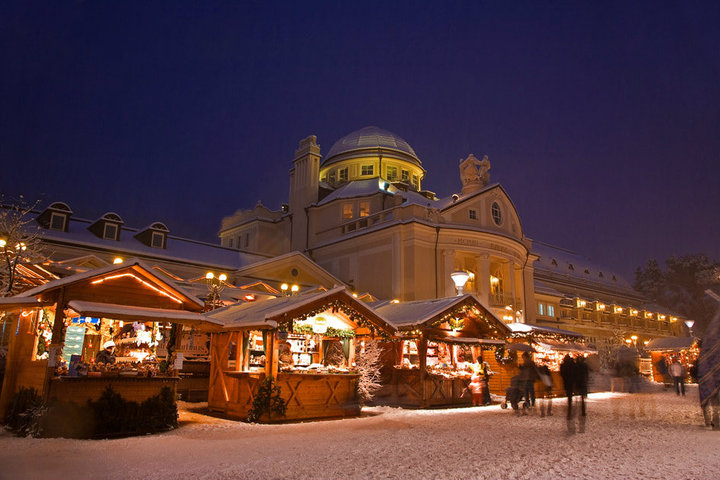
Verkaufsstände und Kurhaus Meraner Christkindlmarkt bis zum Jahr 2011

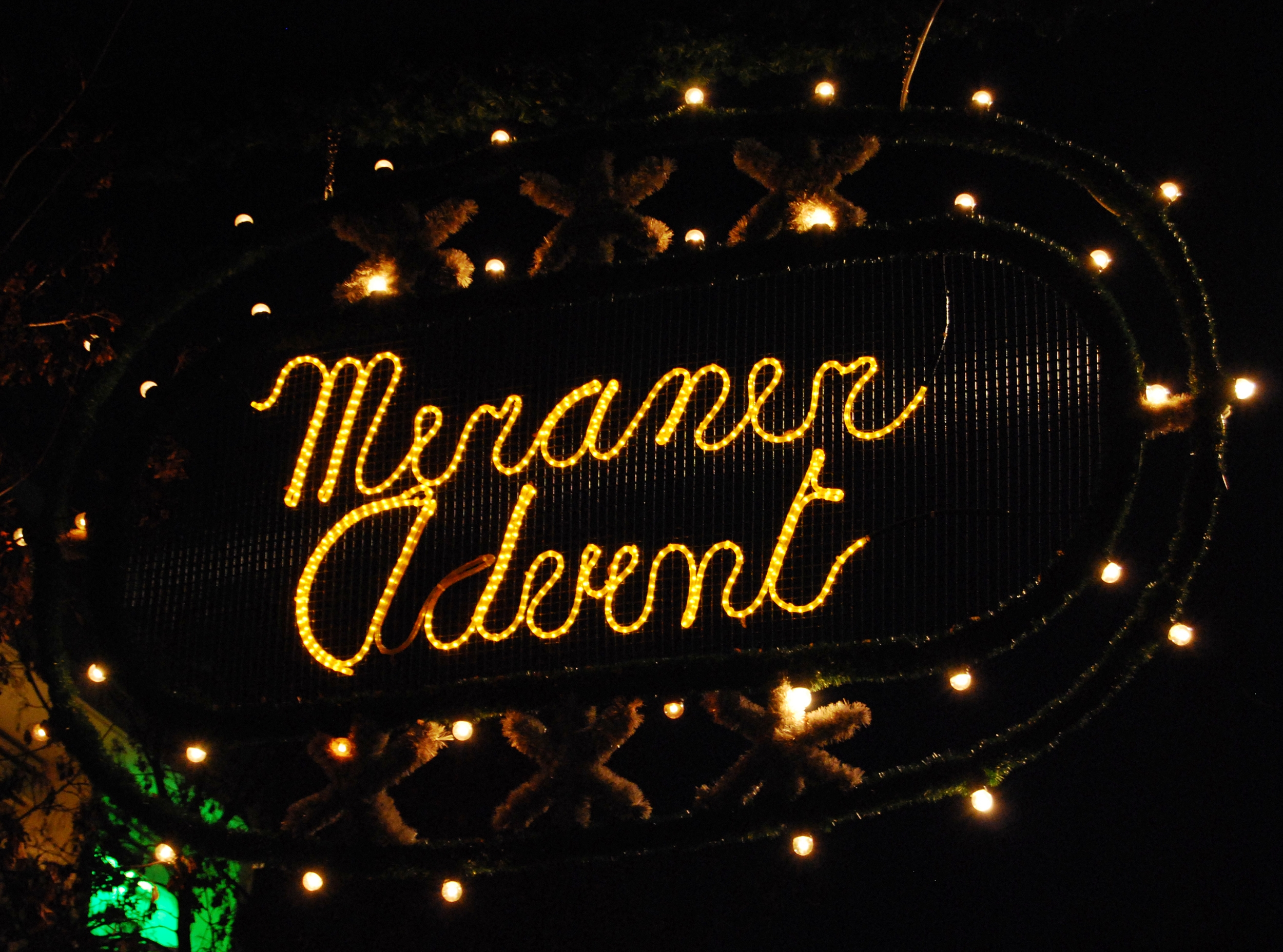
Leuchtschrift am Eingang

Der Meraner Advent ist einer der fünf Südtiroler Christkindlmärkte. Er wird seit 1993 jährlich in der Kurstadt Meran veranstaltet. Nach der Übernahme der Organisation durch die Kurverwaltung Meran 2012 nennt sich die Veranstaltung Meraner Weihnacht (italienisch Mercatini di Natale Merano).

## Geschichte
Der Meraner Advent wird seit 1993 vom eigens dafür gegründeten Verein Kaufleute Aktiv organisiert. Vorher hat es eine von der Altstadtvereinigung organisierte Veranstaltung gleichen Namens gegeben. Nachdem 1990 der Bozner Christkindlmarkt gegründet worden war, zog die Passerstadt nach, wobei man von Anfang an versuchte, sich etwas anders zu positionieren. Damals wurden an zwei zentralen Plätzen etwa 35 Verkaufsstände aufgebaut. Schon wenige Jahre später wurde der Weihnachtsmarkt in die Freiheitsstraße und angrenzende Sparkassenstraße verlegt. In diesem Jahr zählte der Meraner Advent 60 Verkaufsstände und lockte viele Besucher an. 2001 wurde die Veranstaltung mit 80 Ausstellern auf der Passerpromenade aufgebaut. Die Architektur des Meraner Kurhauses sowie das Rauschen des Passer-Flusses verleihen dem Meraner Advent ein besonderes Flair. Das Marktgeschen wurde inzwischen auf weitere Plätze der Innenstadt ausgedehnt, so auf den Thermenplatz mit einem Eislaufplatz und den Sandplatz, auf dem verschiedene Aktionstage stattfinden. Im März 2011 veröffentlichte die Neue Südtiroler Tageszeitung ein Dossier des ehemaligen langjährigen Koordinators des Vereins über Unregelmäßigkeiten bei der Verteilung der Erlöse in die Taschen der Vorstandsmitglieder von Kaufleute Aktiv. Die Staatsanwaltschaft Bozen nahm daraufhin Ermittlungen gegen den Verein auf. Im Oktober 2011 trat als Folge der Ermittlungen die bisherige Meraner Wirtschaftsstadträtin Heidi Siebenförcher (SVP) von ihrem Amt zurück. Nach der Verhaftung des Vereinspräsidenten Michl Frasnelli am 24. Januar 2012 beschloss der Meraner Gemeinderat parteiübergreifend noch am selben Tag, die Organisation der erfolgreichen Veranstaltung einer anderen Organisation zu übergeben. Am 10. April 2012 beschloss der Meraner Gemeinderat, die Austragung der Veranstaltung für fünf Jahre an die „Kurverwaltung Meran“ zu übergeben. Der Meraner Weihnachtsmarkt wurde grundlegend neu organisiert. Am 20. Juli 2012 gaben Kurverwaltung Meran und Gemeinde Meran den Gewinner der Neuausschreibung für die Lieferung der Weihnachtsstände am Meraner Weihnachtsmarkt bekannt. Die Firma Rubner konnte sich im europaweiten Wettbewerb gegen sechs Konkurrenten durchsetzen und den Wettbewerb mit einem Angebot in Höhe von 462.000 Euro für sich entscheiden.

## Gegenwart
Beim Meraner Advent wird Weihnachtsschmuck aus Glas und Keramik, Holzfiguren, traditionelle Webarbeiten, Wollpantoffeln, Spielsachen, sowie typisches Gebäck angeboten. Zum Rahmenprogramm gehören der Krampusumzug, Benefizkonzerte sowie ein Kinderprogramm.

## Lebkuchenaktion
Auf allen fünf Original Südtiroler Christkindlmärkten werden handgemachte Lebkuchen angeboten. Diese werden  nach einem Rezept von der Landesberufsschule für Gast- und Nahrungsmittelgewerbe von den örtlichen Bäckern für jede Stadt angefertigt. 
Mit dem Verkauf dieser Lebkuchen wird das Hilfsprojekt „Francisville“ der Stiftung „FondazioneFrancesca Rava“ unterstützt. Der Nettoerlös jedes verkauften Lebkuchens kommt der Stiftung zugute.